# Korean Broadcasting System
Korean Broadcasting System (KBS) este radiodifuzorul public național din Coreea de Sud. A fost înființată în 1927 și operează servicii radio, televiziune și online, fiind una dintre cele mai mari rețele de televiziune din Coreea de Sud.